# Adelocephala cadmus
Adelocephala cadmus är en fjärilsart som beskrevs av Jean Baptiste Boisduval 1854. Adelocephala cadmus ingår i släktet Adelocephala och familjen påfågelsspinnare. Inga underarter finns listade i Catalogue of Life.